# Gikongoro
Gikongoro est une ville située au sud-ouest du Rwanda, entre Butare et Cyangugu.
Avant la réforme administrative de 2006, Gikongoro était aussi la capitale d'une province (préfecture jusqu'en 2002) à laquelle elle donnait son nom (aujourd'hui intégrée avec les anciennes provinces de Gitarama et de Butare dans la Province du sud).

## Religion
Gikongoro est le siège d'un évêché catholique créé le 30 mars 1992.